# Talent Jumo
Talent Jumo est une enseignante zimbabwéenne et cofondatrice et directrice de Katswe Sistahood. Elle y fait la promotion des droits et de la santé des femmes, y compris la planification familiale.

## Carrière
Talent Jumo est à l'origine un enseignante, spécialisée dans la santé des femmes. Elle devient une spécialiste des questions de Genre dans le programme VIH du Community Working Group on Health en 2005, et en 2007, elle cofonde Young Women's Leadership Initiative, qui deviendra Katswe Sistahood. En 2012, elle est nommée directrice de l'association, qui promeut les droits des femmes et les connaissances sur la santé sexuelle.
Elle considère que les travailleuses du sexe sont les meilleures porte-parole sur le sujet de la protection, en particulier contre le VIH, lors d'un rapport sexuel du Zimbabwe. Devant prendre soin de leur santé et de celle de leurs clients, elles viennent se renseigner dans les antennes de Katswe Sistahood et les plus âgées prennent soin des plus jeunes.
En 2018, elle lance une campagne avec Katswe Sistahood et la participation du Sadc Parliamentary Forum, dans son pays concernant les protections hygiéniques, trop chères. Elle considère qu'avec des protections moins chères, les filles n'auront plus à rester chez elle pendant leur règle ou à utiliser d'autres types de matériaux pour se protéger, comme du papier journal. Elle aimerait que le gouvernement zimbabwéen en fasse une priorité.
Elle est aussi engagée dans la lutte contre le revenge porn et la décriminalisation de l'avortement au Zimbabwe, où ce dernier est illégal dans tous les cas.
L'organisation a depuis remporté de prestigieux prix internationaux, dont le With and For Girls award en 2015. Le prix est une dotation de 50 000 dollars. Jumo est nommée pour au festival Nzwika! Girl Be Heard la même année, qui émet une pétition auprès du gouvernement zimbabwéen pour les droits des adolescentes. Dedans, Jumo et l'association font un compte-rendu de l'exploitation des jeunes filles mineures les plus vulnérables à Harare. Elle reçoit aussi une subvention de la Fondation Bill et Melinda Gates pour son travail dans la promotion de la planification familiale, et est nommée dans la liste des 100 Women de BBC dans la catégorie « harcèlement de rue » qui vise à lutter contre ce fléau à l'échelle mondiale.